# Едуард Зіверс
Едуард Зі́верс (нім. Eduard Sievers ; 25 листопада 1850, Ліппольдсберг — 30 березня 1932, Лейпциг
) — німецький філолог-германіст.

## Біографія
Едуард Зіверс народився 25 листопада 1850 року в Липпольдсберзі. Закінчив університет у Лейпцигу (1870). Професор у Єні (з 1871), Тюбінген (з 1883), Галле (з 1887) та Лейпцигу (з 1892).
У 1890 році в Тюбінгені Зіверс видав працю «Verzeichniss altdeutscher Handschriften», що залишилася неопублікованою після смерті колеги Адальберта фон Келлера.
Основні праці присвячені фонетиці, граматиці та історії німецької мови, скандинавській та англосаксонській граматиці, психології мови, стилістиці та текстології.
Займався дослідженням та виданням пам'яток германських мов, пам'яток німецької літератури. Редактор журналу «Beiträge zur Geschichte der deutschen Sprache und Literatur» (1891—1906, 1924—1931).
Член-кореспондент Британської академії з 1909 року.
Едуард Зіверс помер 30 березня 1932 року у місті Лейпцигу.

## Праці
- Paradigmen zur deutschen Grammatik (1874);
- Der Heiland und die angelsächsische Genesis, (Галле, 1875);
- Zur Accent-und Lautlehre der german. Sprachen (1878);
- Grundzüge der Phonetik (5-е видання, Лейпциг, 1901);
- Angelsächsische Grammatik (4-е видання, Галле, 1921);
- Aitgermanische Metrik (2-е видання, Страсбург, 1905);
- Metrische Studien, Bd 1-4 (Лейпциг, 1901—1919);
- Rhythmischmelodische Studien (Гайдельберг, (1912);
- Ziele und Wege der Schallanalyse (Гайдельберг, (1924));
- Die althochdeutschen Glossen, Bd 1-5, Ст, 1879—1882 (спільно з Еліасом Штайнмаєром).